# تون سميتس
تون سميتس (بالهولندية: Ton Smits)‏ هو رسام كارتون هولندي، ولد في 18 فبراير 1921 في Veghel ‏ في هولندا، وتوفي في 5 أغسطس 1981 في آيندهوفن في هولندا.